# Hassan Boufous
Hassan Boufous est réalisateur, commentateur, monteur et cadreur marocain né le 1976 à aït boufoulen. Il est le premier à obtenir la carte professionnelle " Réalisateur des films documentaire" dans l'histoire du Centre cinématographique marocain.
Il a une licence en histoire et a commencé sa carrière par la réalisation des vidéos d'art avant de franchir le monde du film documentaire avec la réalisation de plusieurs épisodes dans la série documentaire Amouddou (qui signifie Voyage en langue amazigh) qui a eu un grand succès au Maroc ainsi que dans le Monde arabe.
Il a aussi réalisé plusieurs documentaires en faveur de la chaîne Al Jazeera documentaire notamment la série Atlas diffusée en 2016.

## Biographie
- 2000 : Participation au séjour des Rencontres Internationales des Jeunes au Festival d'Avignon (France).
- 2001 : 5e prix au Festival International d'Art Vidéo à Casablanca (Maroc) pour le film : Éclair
- 2002 :
  - Participation au premier festival Videokaravaan à Dordrecht aux Pays-Bas
  - 3e prix au Festival International d'Art Vidéo à Casablanca (Maroc) pour le film : Le Cri
- 2003 : 1er Prix au festival International d’art vidéo à Casablanca (Maroc) pour le film : Search
- 2004 :
  - Obtention de la carte professionnelle 1er assistant réalisateur vidéo.
  - Assistant réalisateur dans le court-métrage : la caravane des larmes.
- 2005 : Réalisation de plus de 60 épisodes dans la série documentaire Amouddou diffusée sur les chaînes de la SNRT (la Première chaîne, Almaghribia et la Chaîne Régionale d’Alayoune)
- Janvier 2006 : Prix du meilleur documentaire au festival (Noujoum biladi)  « Etoiles de mon pays » au Maroc
- Mars 2006 : Prix à la 2e édition du Festival International de la production Télévisuelle d’Aljazeera à Qatar.
- Janvier 2007 : Prix national Noujoum Biladi « Étoiles de mon pays » meilleure émission documentaire pour Amouddou
- Février 2007 : Monteur et mixeur du téléfilm marocain « Orange amère »
- Mai 2007 : 1er Prix du meilleur réalisateur « Fête chez les nomades » au 2e Festival international du court-métrage et du documentaire de Casablanca
- Décembre 2007 :
  - prix « Noujoum Biladi » meilleure émission documentaire de l’année 2007
  - prix d'or au festival des médias arabes au Caire
- 3 mai 2008 : prix de la meilleure réalisation au festival international du film court et du documentaire de Casablanca
- novembre 2009 : Prix d’or du meilleur directeur de photo « Amtoudi, la mère des greniers » au Cairo Arab Media Festival Caire
- Mars 2011 : Mention spéciale du jury, épisode « Le désert vivant » à La 7e édition du Festival international du film animalier et de l'environnement (FIFALE) de Rabat
- octobre 2012 : Premier prix décernés par l'Union de radiodiffusion des États arabes (Arab States Broadcasting Union-ASBU) en Tunisie.
- 2014 : Réalisation de la série documentaire "Atlas" pour Aljazeera documentaire.
- 2015 :
  - L'obtention de la première carte professionnelle en son genre "Réalisateur de films documentaires" de l'histoire du Centre Cinématographique Marocain.
  - Réalisation du documentaire "Le Adha des nomades" pour Aljazeera documentaire.
- 2016 : Réalisation de 10 épisodes documentaire de la saison 10 d'Amouddou
- 2017 :
  - Hommage de "La Coalition nationale pour la langue arabe" Rabat, 10 mars
  - Hommage de l' "association grand Agadir des plombiers" Agadir, 9 avril
  - Hommage du "Forum national de la jeunesse de Sahara" au festival du Sahara Agadir, 3 août
  - Prix de la meilleure réalisation : Hassan Boufous dans le film "les enfants des nuages" au 3ÈME FESTIVAL DU FILM DOCUMENTAIRE SUR LA CULTURE, L'HISTOIRE ET L'ESPACE SAHRAOUI HASSANI DE LAAYOUNE[2]
- 2018 :
  - Hommage au Festival international des films d’environnement à Chefchaouen / 27 juin (9e édition).
  - Membre de jury au Festival international des films d’environnement à Chefchaouen a côté de Marie Pierre Cabello, Claudio Lauria, Lamia Chraibi, Jamal Salem et Christophe Sommet
  - Hommage au festival provincial Alhenae Idawzal, Taroudant / 1er décembre (3e édition).
  - Hommage au Festival Biougra national du cinéma de jeunesse / 13 décembre (4e édition).
- 2022 :
  - Membre de jury de la catégorie film fiction durant la 13ᵉᵐᵉ édition du Festival Issni N’Ourgh international du film Amazighe (FINIFA) Agadir, présidé par l’écrivain et critique Mohammed Chouika, l’acteur Farouk Aznabt, Khadija Rachouk travaillant dans le domaine médiatique et le journaliste et écrivain Lahcen Ooussimouh. / du 29 septembre au 03 octobre[3].
- 2024 : 
  - Membre du jury du concours Voice Arts® Awards, l'une des plus prestigieuses récompenses mondiales dans le domaine de la performance vocale, qui honore chaque année les talents exceptionnels en voix-off et narration au niveau international[4].

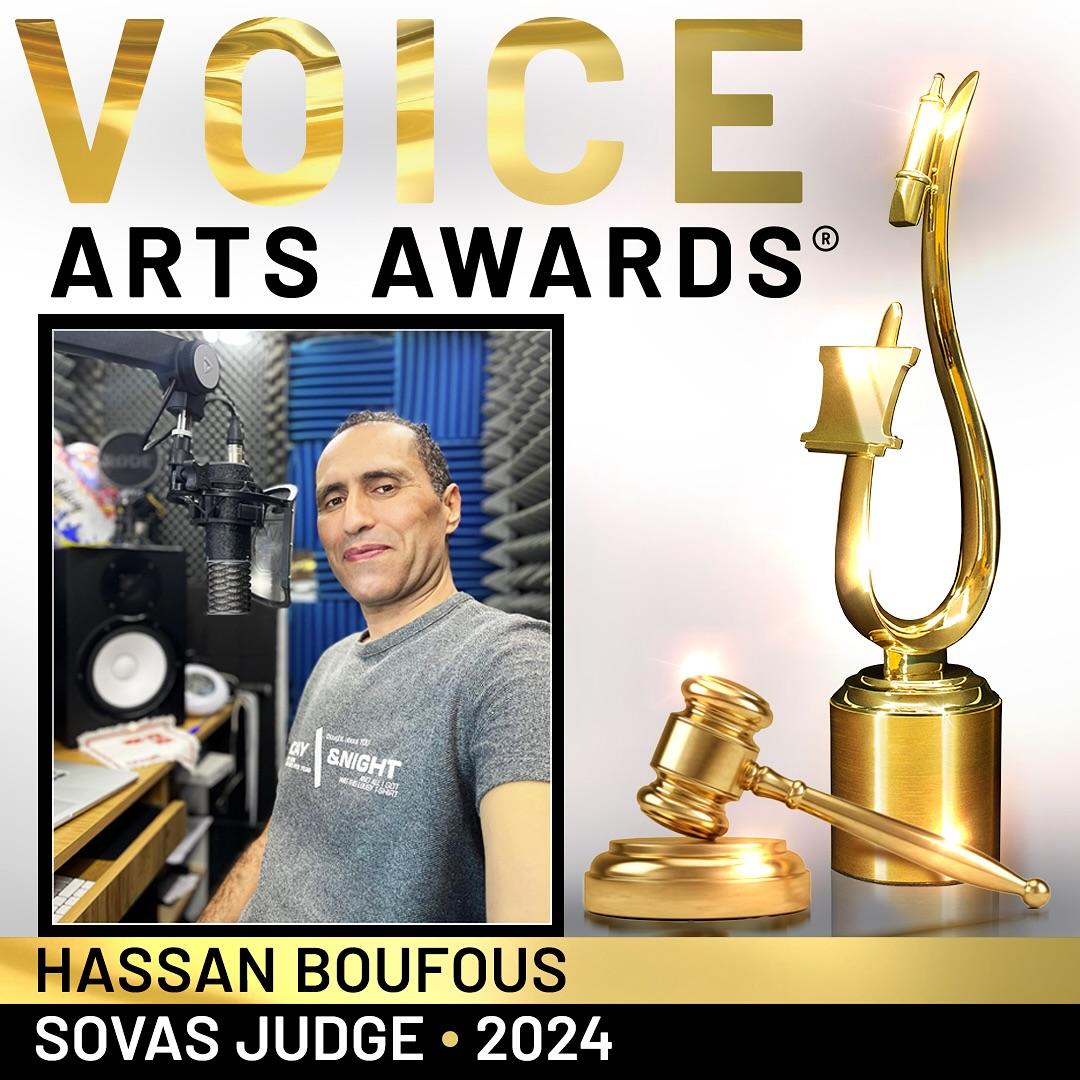

## Réalisations Art-vidéo
- 1999 : Le Pouvoir de la télé
- 2001 : Éclair
- 2001 : Concert
- 2002 : Le Cri
- 2002 : Citizen
- 2003 : Search

## Réalisation de l'émission documentaireAmouddou
- Saison 2 (2004) : 1 épisode
- Saison 3 (2005) : 22 épisodes
- Saison 4 (2006) : 13 épisodes
- Saison 5 (2007) : 25 épisodes
- Saison 6 (2008) : 21 épisodes
- Saison 7 (2009/2010) : 13 épisodes
- Saison 8 (2011) : 12 épisodes
- Saison 9 (2012/2013) : 12 épisodes
- Saison 10 (2014 / 2016) : 14 épisodes

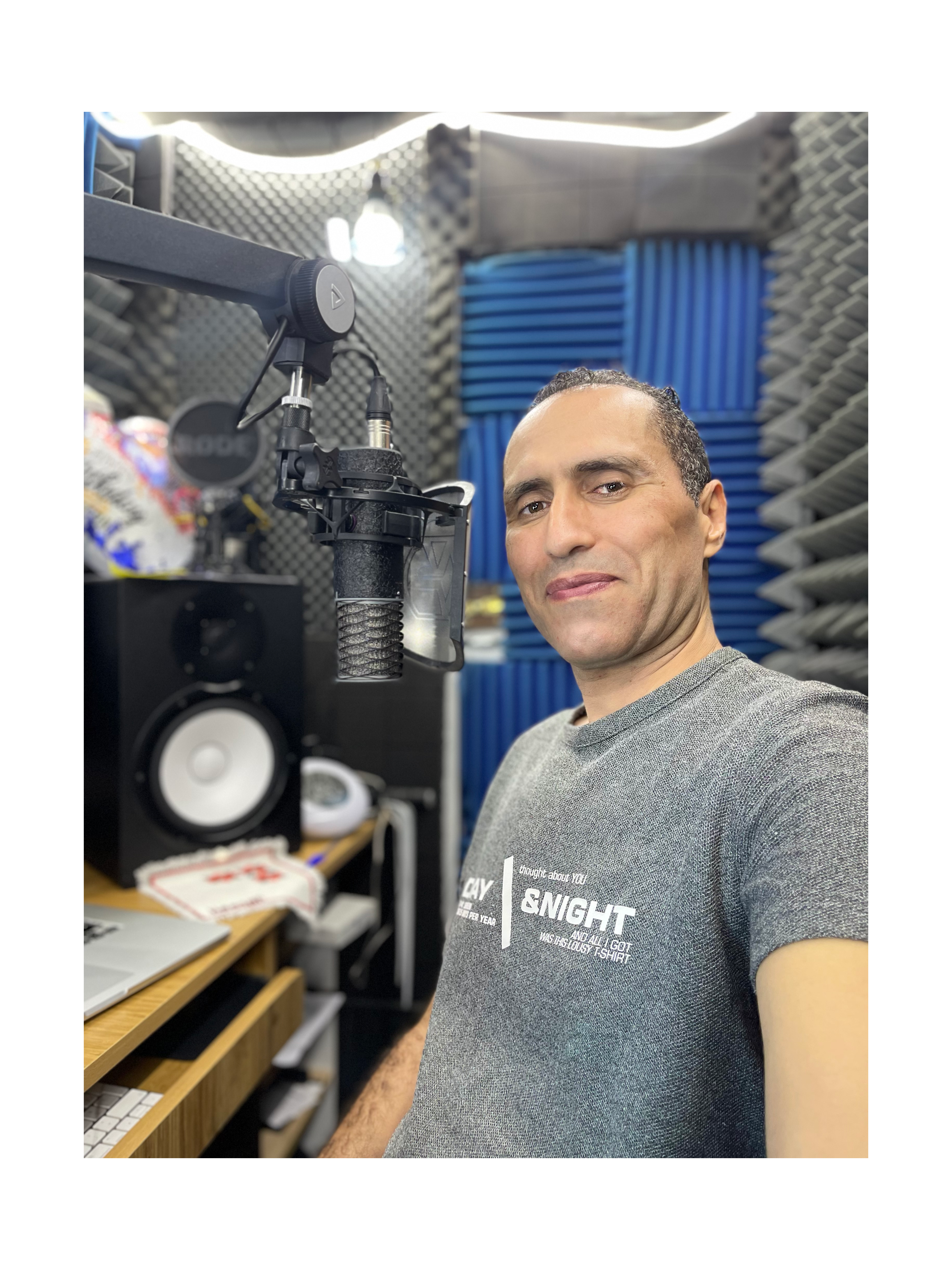
Dans le Home-studio en 2021

- Saison 11 (2018) : 10 épisodes
- Saison 12 (2019) : 10 épisodes
- Saison 13 (2020) : 10 épisodes

## Voix Off (Commentateur)
Hassan Boufous est connu surtout par sa voix dans les médias marocains, surtout l'émission documentaire Amouddou depuis 2002.
Il commence, par doubler les interviews des intervenants dans les premiers épisodes, vers la fin de 2002, la société Faouzi vision, productrice de l'émission Amouddou, lui confie le commentaire de l'épisode 09 de la saison 02: La chasse au sanglier, et depuis plus de 19 ans, sa voix est devenue l'identité de la dite émission documentaire.

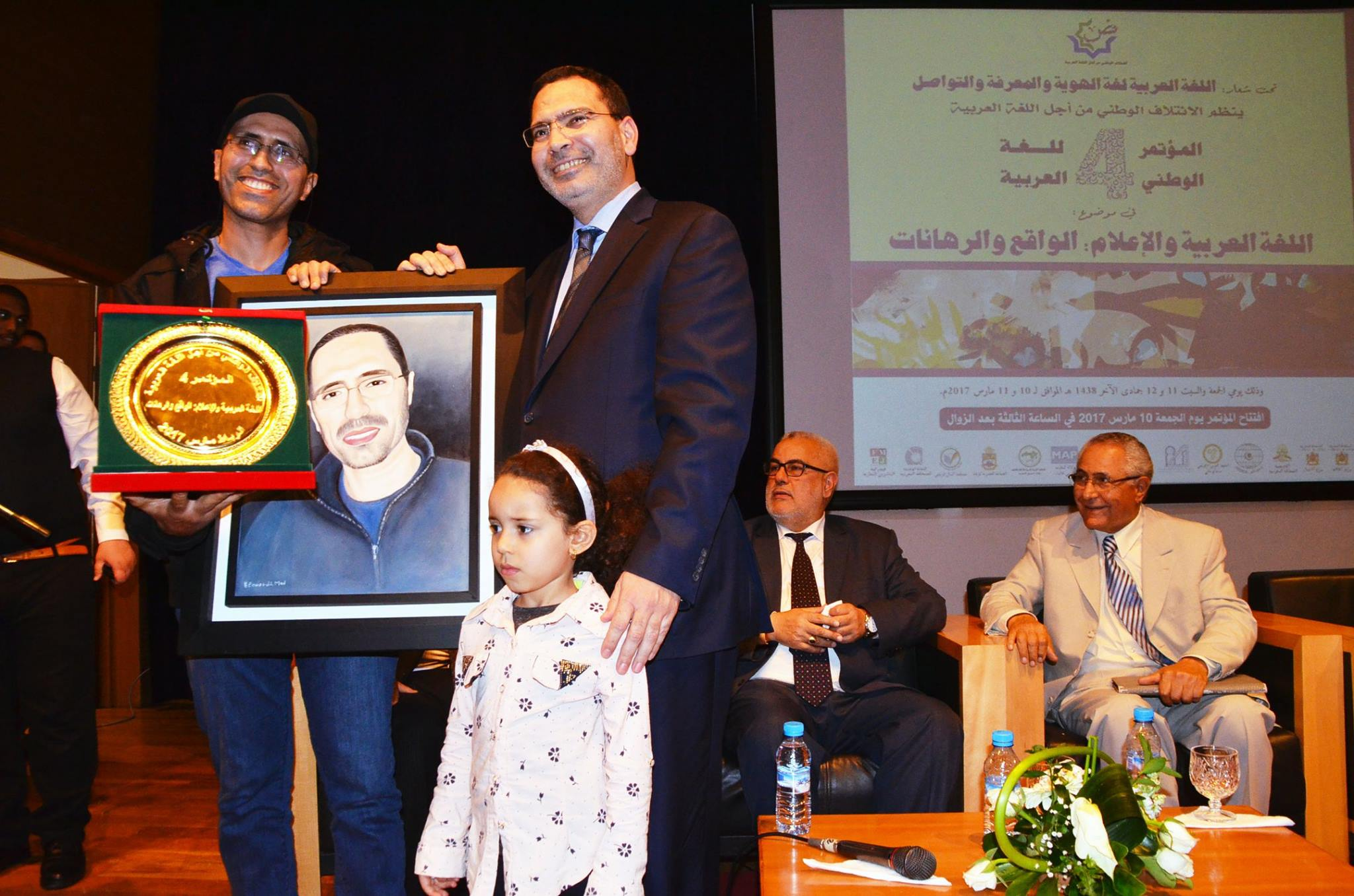
Le ministre de la communication en 2015 remet un prix en hommage à Hassan Boufous à la bibliothèque nationale de Rabat

En mars 2017, la Coalition Nationale pour la langue Arabe au Maroc rend hommage à Hassan Boufous, en le considérant le meilleur commentateur maîtrisant la langue arabe au Maroc.